# Barcos negros

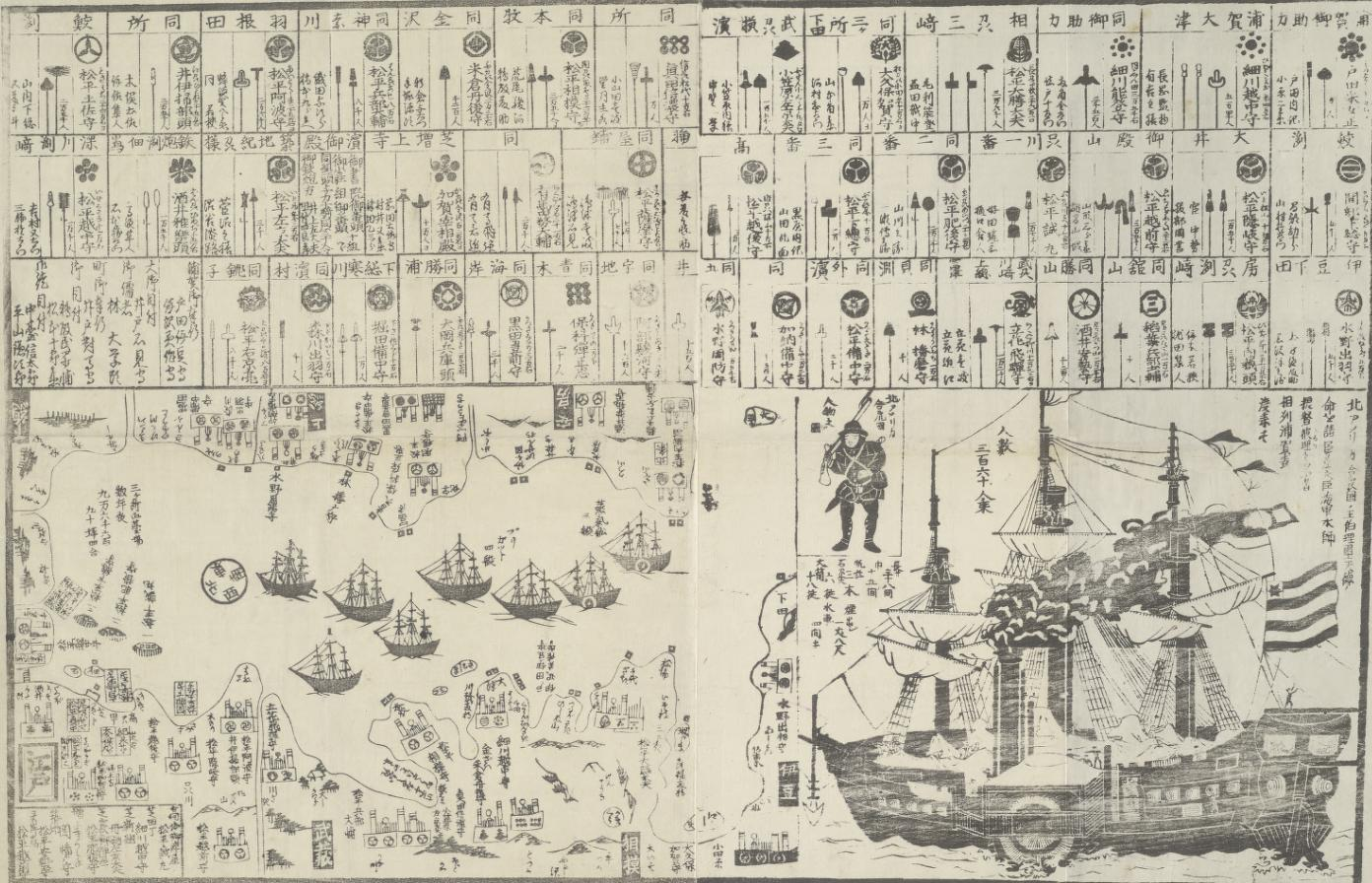
Gravura japonesa de 1854 descrevendo os "kurofone" (navios negros) do Comodoro Matthew Perry

Kurofune, literalmente barcos negros (do japonês 黒船) foram os primeiros navios ocidentais que aportaram no Japão nos séculos XVI e XIX, durante o período Edo.
Em 1543 os portugueses iniciaram os primeiros contatos, estabelecendo uma rota comercial que ligava Goa, via Malaca, a Nagasaki. As grandes carracas envolvidas neste comércio - que os portugueses designavam "nau do trato" - tinham o casco pintado de preto com pez para calafetagem, e o termo passou a designar os navios ocidentais. Em 1639, na sequência de uma rebelião atribuída à influência do cristianismo trazido pelos estrangeiros, o shogunato Tokugawa decretou uma política de isolacionismo, o Sakoku. Durante este "estado fechado" as relações internacionais do Japão restringiam-se a contactos limitados com poucos holandeses e chineses na ilha de Dejima.
Em 1844, Guilherme II dos Países Baixos instou o Japão a abrir-se, mas foi rejeitado. Em 8 de Julho de 1853 a Marinha dos EUA avançou com quatro navios de guerra a vapor para a baía de Edo, solicitando que o Japão se abrisse ao comércio com o Ocidente. A sua chegada marcou a reabertura do país depois de mais de 200 anos de isolamento auto-imposto.
Em particular, a designação Kurofune refere-se aos navios Mississippi, Plymouth, Saratoga e Susquehanna, que chegaram a 14 de julho de 1853 ao porto de Uraga (parte da atual Yokosuka) na prefeitura de Kanagawa, sob o comando do comodoro americano Matthew Perry. A designação "barco Negro", que passou então a abarcar tanto a cor dos antigos navios, como o fumo negro do carvão dos navios a vapor americanos. Nesse sentido, o Kurofune tornou-se um símbolo do fim do isolamento.

## Os primeiroskurofune: as naus do trato

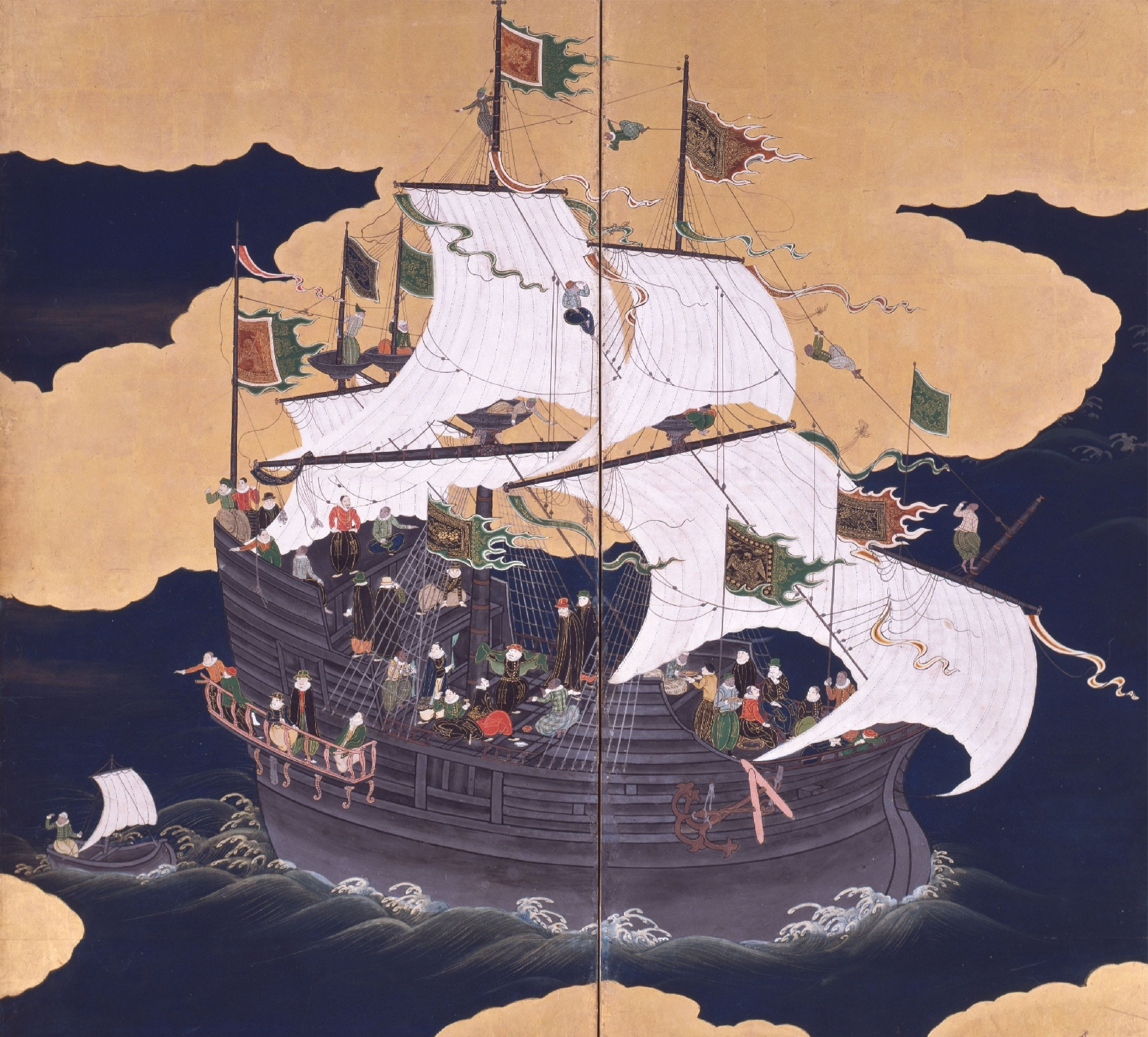
Kurofune: Carraca portuguesa com o casco pintado de negro, em Nagasaki. Painel japonês do período Nanban, século XVII.

Em 1543 comerciantes portugueses aportaram no Japão, iniciando os primeiros contactos com o Ocidente. Pouco depois criaram uma rota comercial ligando a sua base no oriente, em Goa, via Malaca, a Nagasaki, na chamada "viagem do Japão". Grandes navios envolvidos no florescente "comércio Nanban", levaram à introdução de armas de fogo no Japão, os arcabuzes, uma das grandes inovações do período Sengoku um tempo de guerra interna intensa, mas também o açúcar refinado. E desenvolveram um comércio triangular, trocando de prata do Japão com seda da China através de Macau.
Estas grandes naus, de 1200 a 1600 toneladas, que os portugueses designavam como nau do trato de Macau, nau da prata, nau da China.tinham o casco pintado de preto com pez, para impermeabilizar e proteger, e o termo veio para nomear todos os navios ocidentais, sendo inscrito no Nippo Jisho, o primeiro dicionário ocidental de japonês, compilado em 1603.
Em 1549 o missionário Francisco Xavier iniciou uma missão jesuíta no Japão. O Cristianismo espalhou-se, misturado com o comércio, fazendo cerca de 300.000 convertidos entre os camponeses e alguns daimyo. Em 1637, a Rebelião de Shimabara foi atribuída à influência cristã e suprimida. Os comerciantes portugueses e missionários jesuítas enfrentaram restrições progressivamente mais apertadas, e foram confinados à ilha de Dejima antes de serem expulsos em 1639.
O shogunato Tokugawa recolheu-se então numa política de isolacionismo, o Sakoku (em japonês "país bloqueado") proibindo o contato com a maioria dos países. Apenas manteve um comércio limitado e relações diplomáticas com a China, a Coreia, o arquipélago de Ryukyu e os Holandeses. A política de Sakoku manteve-se em vigor até 1853, com a chegada do Comodoro Matthew Perry e a abertura do Japão.

## Diplomacia das canhoneiras

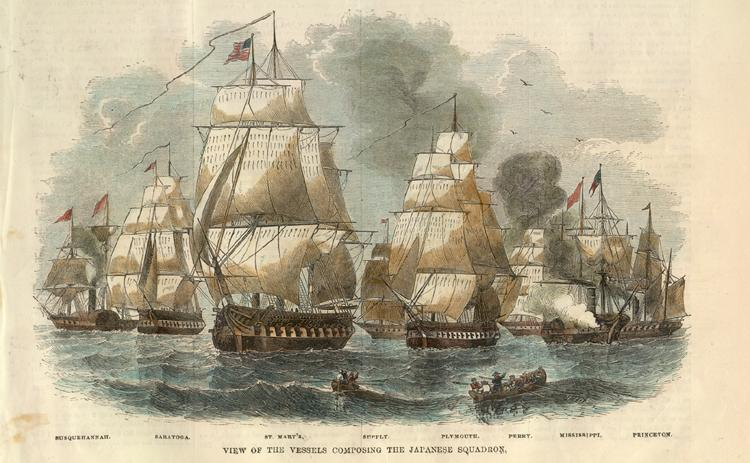
A frota do Comodoro Perry na segunda visita ao Japão em 1854

Num acto de diplomacia das canhoneiras, a força naval militar superior do Comodoro Matthew Perry foi um fator importante na negociação de um tratado que permitiu o comércio americano com o Japão, assim terminando efetivamente o Sakoku, período de mais de 200 anos em que o comércio com o Japão tinha sido restringido à ilha de Dejima, e limitado a holandeses e chineses.
No ano seguinte, na Convenção de Kanagawa, Perry voltou com oito navios sendo-lhe proposto pelos xoguns o "Tratado de Kanagawa", estabelecendo relações diplomáticas oficiais entre o Japão e os Estados Unidos. Nos cinco anos seguintes, o Japão assinou tratados semelhantes com outros países ocidentais. O Tratado de Amizade e Comércio Estados Unidos – Japão, conhecido como Tratado de Harris foi assinado em 29 de julho de 1858.
A surpresa e confusão que estes navios inspiraram foi descrita num famoso kyoka (poema humorístico semelhante a um waka de 5 linhas). O poema é um complexo conjunto de trocadilhos (em japonês "kakekotoba" ou palavras "pivot", com duplo sentido):
| 泰平の       | Taihei no        |
| 眠りを覚ます | Nemuri o samasu  |
| 上喜撰       | Jōkisen          |
| たった四杯で | Tatta shihai de  |
| 夜も眠れず   | Yoru mo nemurezu |

Taihei (泰平) significa "tranquilo"; Jōkisen (上喜撰) é uma marca cara de chá verde contendo grandes quantidades de cafeína e shihai (四杯) significa "quatro chávenas". Uma tradução literal do poema é: Acordado do sono de um mundo pacífico e silencioso pelo chá Jokisen; com apenas quatro chávenas dele não se consegue dormir nem à noite.
No entanto, existe uma tradução alternativa, com base nas palavras pivô. "Taihei" pode referir-se ao Oceano Pacífico (太平); "jōkisen" também significa navios a vapor (蒸気船) e "shihai" também significa "quatro navios". O poema, portanto, tem um significado oculto: Os navios a vapor quebraram o sono de halcyon do Pacífico; quatro barcos apenas bastam para nos fazer perder o sono à noite.
Kurofune é também o título da primeira ópera japonesa, composta por Kosaku Yamada, baseada na história de Tojin Okichi, uma gueixa apanhada no turbilhão que varreu o Japão nos anos finais do shogunato Tokugawa, e que estreou em 1940.